# Сафгулиев, Турал Нураддин оглы
Турал Нураддин оглы Сафгулиев (азерб. Tural Nürəddin oğlu Səfquliyev); род. 14 января 1991) — азербайджанский дзюдоист, член национальной сборной Азербайджана по дзюдо, победитель Гран-при Баку 2012 года, призёр чемпионатов Азербайджана и различных международных турниров. Представлял Азербайджан на чемпионате мира 2017 года.

## Биография
Турал Сафгулиев родился 14 января 1991 года. В 2007 году Сафгулиев занял третье место на Кубке Европы среди юношей не старше 17 лет в Твери, выступая в весовой категории до 81 кг. В 2008 году уже в весовой категории до 90 кг Сафгулиев занял третье место на юниорском чемпионате страны.
В 2009 году на Кубке Европы среди юниоров (не старше 20 лет) в Измире Сафгулиев также удостоился бронзовой награды. Через год Сафгулиев стал обладателем Кубка Европы среди юниоров во Владыславово. В 2009 и 2010 гг. Сафгулиев становился чемпионом Азербайджана среди юниоров в весовых категориях до 90 кг и 81 кг соответственно.
В 2007, 2008, 2012 и 2013 гг. Турал Сафгулиев занимал вторые места на чемпионате Азербайджана по дзюдо среди взрослых, а в 2010 году — удостаивался третьего места.
В 2012 году на Гран-при Баку Сафгулиев занял первое место в весовой категории до 81 кг, а в этом же году в Абу-Даби — третье.
В 2015 году взял серебряную медаль на Всемирных военных играх, проходивших в городе Мунгён, в весовой категории до 81 кг.
В 2016 году на Кубке Европы в Оренбурге Сафгулиев стал третьим уже в весовой категории до 90 кг. В этом же году взял бронзовую медаль на турнире Большого шлема в Абу-Даби, обыграв в схватке за бронзу Ханса Конрада из Германии. В 2017 году же выиграл серебро Гран-При Канкуна.